# Paul Joseph Metschnabl

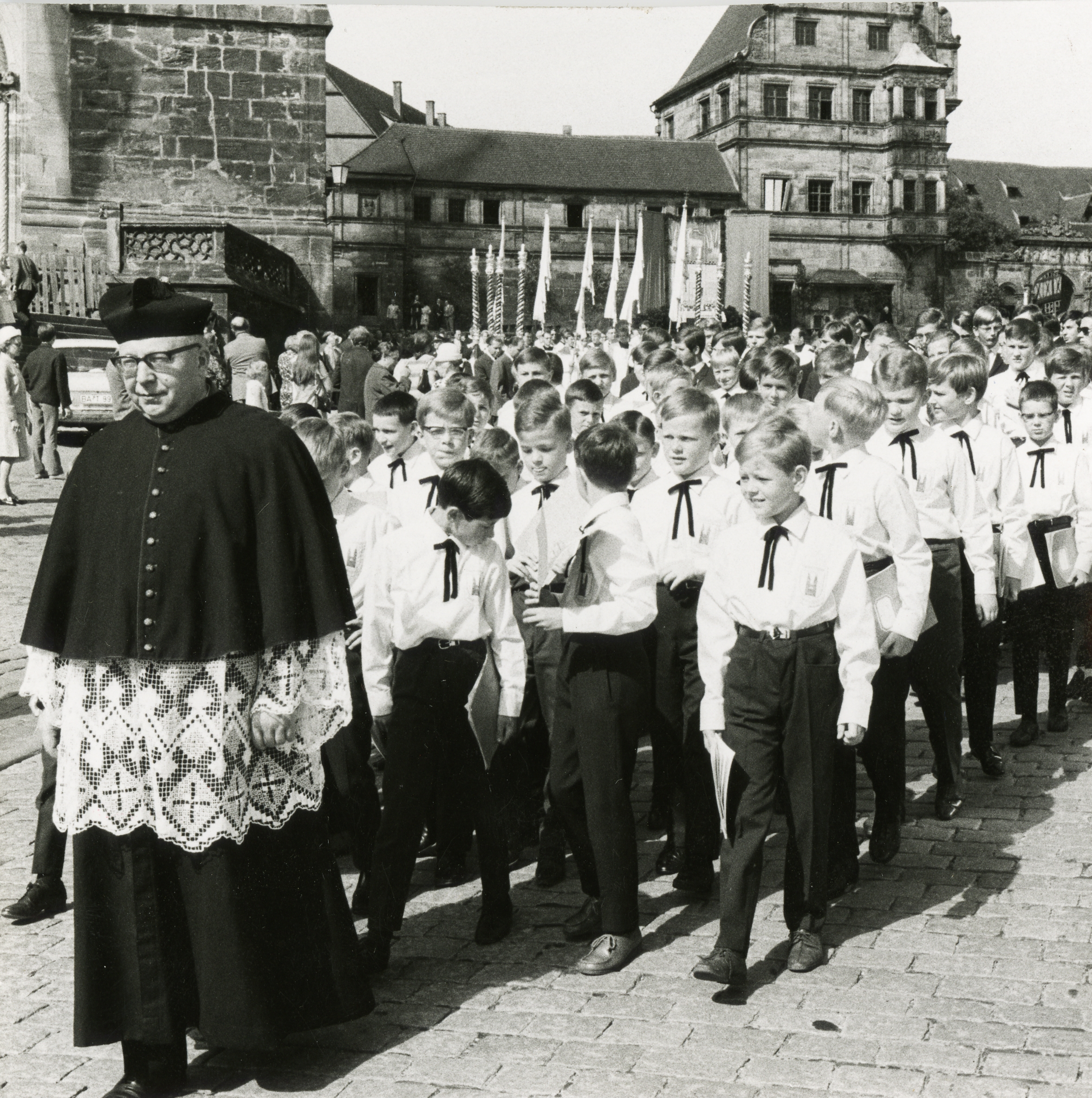
Fronleichnamsfeier auf dem Domplatz in Bamberg

Paul Joseph Metschnabl (* 29. Juni 1910 in Weismain; † 19. November 1996 in Bamberg) war ein deutscher Theologe und Domkapellmeister am Bamberger Dom.

## Leben
Seine Kindheit in Burgkunstadt war geprägt vom Ersten Weltkrieg. 1928 entschloss er sich zunächst zum Studium der Medizin. Nach vier Semestern überwog jedoch der Wunsch, Theologie zu studieren, um Priester zu werden. Ähnlich wie Albert Schweitzer ist auch Metschnabls Leben von den drei Polen: Theologie, Medizin und Musik geprägt. 1936 empfing er im Bamberger Dom die Priesterweihe und wurde anschließend Kaplan der Nürnberger Pfarrgemeinde St. Josef. Nürnberg, ein mediales Zentrum der nationalsozialistischen Bewegung, war eine Herausforderung für den jungen Seelsorger. Während des Zweiten Weltkrieges gelang es ihm durch seine Begabung, andere für Musik zu begeistern und die katholische Jugendbewegung der Nürnberger Stadtkirche zu einem Gegenpol der nationalsozialistischen Jugendbewegung zu machen.
1946 ernannte ihn Erzbischof Joseph Otto Kolb zum Domvikar und Nachfolger des Bamberger Domkapellmeisters Franz Karl Rössert. Bei Domkapellmeister Schrems, dem Leiter der Regensburger Domspatzen, hatte Metschnabl die Grundlagen der Chorleitung studiert. Ein Lernender, unermüdlich Studierender blieb er ein Leben lang. Er zählt zu den Wegweisern der Rathgeberforschung und auch den Werken Johann Jakob Schnells galt sein Interesse. Regelmäßig reiste er nach München, um in der  Bayerischen Staatsbibliothek die Partituren beider Komponisten einzusehen.

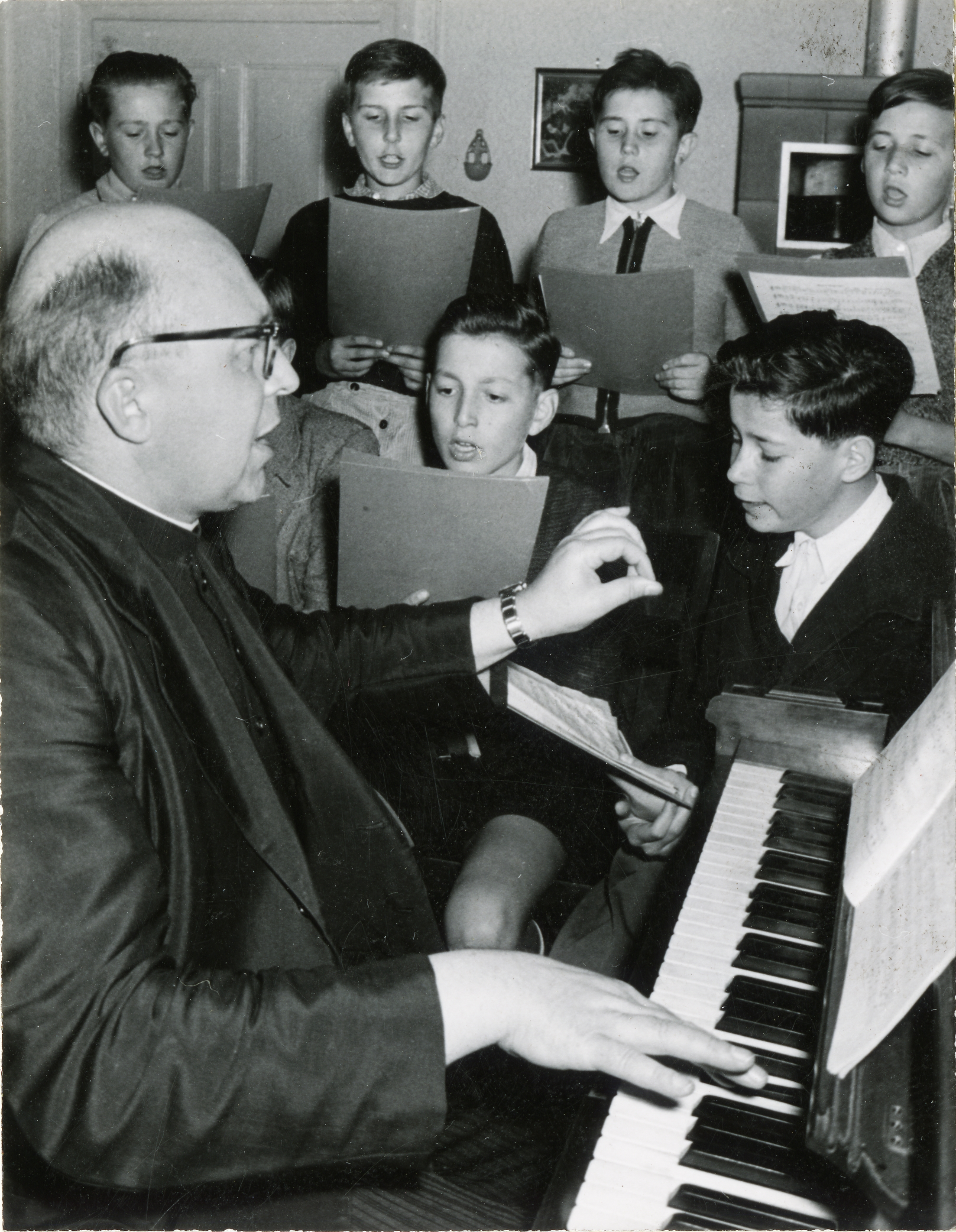
Domkapellmeister Metschnabl bei der Chorprobe

Metschnabl gelang es, den durch die Kriegsereignisse geschwächten Domchor wieder aufzubauen. Zunächst arbeitete er mit den Knabenstimmen, die das gesamte Repertoire neu erlernten. Mit den später hinzugekommenen bereits ausgebildeten Männerstimmen wuchs der Domchor auf 120 Personen. Aus Mangel an Räumlichkeiten wurden die Proben zunächst in seiner Privatwohnung abgehalten, bis der damalige Bamberger Generalvikar Heinrich Straub für geeignete Probenräume Sorge trug. Chorreisen wie die Pilgerreise nach Rom im Jahr 1950 führten ihn regelmäßig ins europäische Ausland.
Paul Joseph Metschnabl war geprägt durch die Liturgische Bewegung und das Zweite Vatikanische Konzil. In seinem Wirken als Domkapellmeister war es ihm wichtig, angemessene Kompositionen für die erneuerte Liturgie zu schaffen. Er unterlegte lateinische Messen mit deutschen Texten, schuf Passionen nach allen vier Evangelisten, die im Augsburger Anton Böhm Verlag erschienen sind, sowie zahlreiche Messen, Offertorien und Proprien für Männerchor und Gemischten Chor. Sein musikalischer Stil ist, ähnlich wie der seiner Zeitgenossen Erhard Quack und Fritz Schieri, vom Geist der Liturgiereform geprägt. Sein Ziel war eine liturgiegerechte Musik, die den Geist der erneuerten Liturgie Klang werden lässt. Deshalb gibt es in Metschnabls Kompositionen keine Längen.
Als Vorsitzender der Kirchenmusikkommission des Erzbistums Bamberg begleitete er bistumsweit den Prozess der musikalischen Erneuerung in der Liturgie, wobei er auf eine bereits flächendeckend verwurzelte Praxis der Pflege des deutschen Kirchenliedes zurückgreifen konnte. Mit der Herausgabe des Bamberger Gebet- und Gesangbuchs wurden die von Hans Kulla, Jupp Schneider und Paul Joseph Metschnabl ausgehenden Impulse der Liturgischen Bewegung umgesetzt. Es enthielt ein reiches Angebot an Gesängen für Eucharistiefeiern mit Kindern, Deutschen Kirchenliedern und zahlreichen deutschsprachigen Messgesängen, die in den Gemeinden umgesetzt und erprobt werden konnten, so dass das Bistum auf das 1975 erscheinende neue Gesangbuch Gotteslob gut vorbereitet war. In der nachkonziliaren Phase setzte Metschnabl sich mit der Einstellung von hauptamtlichen Kirchenmusikern für einen weiteren Ausbau der Kirchenmusik ein. Auch die Gründung des Sekretariates und späteren Amtes für Kirchenmusik im Jahr 1970 ist eine Reaktion auf die Forderung des Konzils nach Professionalisierung der Kirchenmusik.
Für seine Verdienste wurde Metschnabl 1974 von Papst Paul VI. zum Päpstlichen Ehrenkaplan ernannt. 1980 wurde er in den Ruhestand versetzt, blieb aber bis zu seinem Tode am 19. November 1996 als Priester, Diözesanpräses des Allgemeinen deutschen Cäcilienverbandes und Beirat des Domchores tätig. Am 27. Juni 2010 wurde Metschnabls aus Anlass des 100. Geburtstages durch seinen Nachfolger Domkapellmeister Werner Pees und die Bamberger Domkantorei in einem Gottesdienst im Bamberger Kaiserdom gedacht.

## Veröffentlichungen (Auswahl)
- Missa O esca viatorum, Bamberg 1972.
- Motette Coenantibus illis, Veröffentlichung des Amtes für Kirchenmusik, Bamberg.
- Motette Panis autem, quem ego dabo, Veröffentlichung des Amtes für Kirchenmusik, Bamberg.
- Markuspassion, Anton Böhm Verlag, Augsburg.
- Matthäuspassion, Anton Böhm Verlag, Augsburg.
- Lukaspassion, Anton Böhm Verlag, Augsburg.
- Johannespassion, Anton Böhm Verlag, Augsburg.
- Unüberwindlich starker Held, Chorsatz, Veröffentlichung des Amtes für Kirchenmusik, Bamberg.
- Ich weiß, daß mein Erlöser lebt, Chorsatz, Bamberg 1969.
- Ihr Heiligen, beim Herrn verklärt, Gesangbuch Gotteslob, Diözesananhang Nr. 902, St. Otto Verlag, Bamberg 1975.
- Freunde Gottes, wir verehren, Gesangbuch Gotteslob, Diözesananhang Nr. 903, St. Otto Verlag, Bamberg 1975.
- Ich weiß, daß mein Erlöser lebt, Gesangbuch Gotteslob, Diözesananhang Nr. 922, St. Otto Verlag, Bamberg 1975.

## Auszeichnungen
- 1971 Verleihung der Bamberger Altenburgmedaille
- 1974 Ernennung zum Päpstlichen Ehrenkaplan